# زيان دونغ يان
زيان دونغ يان (بالصينية: 仙洞巖، تلفظ: Xian Dong Yan) ويسمى أيضًا بـ(كهف الجنية) أو (كهف الإله)، هو كهف بحري طبيعي يقع في مقاطعة جونغشان [الإنجليزية]، كيلونغ في تايوان، تم تصنيفه كبقعة ثقافية من قبل مكتب التراث الثقافي التايواني [الإنجليزية]، كان الكهف يستخدم كضريح ومكان استراحة للصيادين خلال فترة حكم سلالة تشينغ، وبعد الإحتلال الياباني تم تحويله إلى معبد بوذي.